# Arrampicata sportiva ai Giochi mondiali 2022 - Lead maschile
La gara di lead maschile di arrampicata sportiva ai Giochi mondiali 2022 si è svolta il 16 luglio 2022 a Birmingham.

## Risultati
| Rank | Atleta                 | Qualificazione | Qualificazione | Finale | Finale |
| Rank | Atleta                 | HR             | Rank           | HR     | Rank   |
| ---- | ---------------------- | -------------- | -------------- | ------ | ------ |
| 1    | Sascha Lehmann         | 33+            | 8              | 99     | 1      |
| 2    | Masahiro Higuchi       | 33+            | 8              | 32+    | 2      |
| 3    | Mejdi Schalck          | 34             | 7              | 24+    | 3      |
| 4    | Jesse Grupper          | 38+            | 1              | 22+    | 4      |
| 5    | Martin Bergant         | 37             | 2              | 22+    | 5      |
| 6    | Nicolas Collin         | 36+            | 3              | 22+    | 6      |
| 7    | Paul Jenft             | 35+            | 4              | 22+    | 7      |
| 7    | Yoshiyuki Ogata        | 35+            | 4              | 22+    | 7      |
| 9    | Mathias Posch          | 35             | 6              | 18+    | 9      |
| 10   | Anže Peharc            | 29+            | 10             | DNQ    | DNQ    |
| 11   | Benjamín Vargas        | 23+            | 11             | DNQ    | DNQ    |
| 12   | Mel Janse van Rensburg | 19+            | 12             | DNQ    | DNQ    |